# Coupe du monde de football des moins de 20 ans 1991
Navigation
Arabie saoudite 1989 Australie 1993
La Coupe du monde de football des moins de 20 ans 1991 est la 8e édition de la Coupe du monde de football des moins de 20 ans. Elle est organisée par le Portugal du 14 au 30 juin 1991.
Seize équipes des différentes confédérations prennent part à la compétition, qualifiées par le biais des championnats organisés au niveau continental. Seuls les joueurs nés après le 1er janvier 1971 peuvent prendre part à la compétition.
Le Portugal, à la fois pays organisateur et tenant du titre, conserve le trophée en remportant la séance de tirs au but face au Brésil en finale après un match nul et vierge (0-0). Il devient la deuxième équipe à gagner le tournoi deux fois consécutives (le Brésil a été titré en 1983 et 1985). L'URSS termine à la troisième place grâce également à une séance de tirs au but victorieuse contre l'Australie. L'Océanie était représentée dans le dernier carré pour la première fois.
À noter que les deux équipes asiatiques engagées arrivent en quarts de finale. La Syrie termine deuxième de son groupe derrière l'Espagne, après avoir battu l'Uruguay et tenu en échec l'Angleterre 3-3. L'autre équipe est à la fois éphémère et symbolique puisque les deux Corées envoient une équipe commune pour ce Mondial ; l'équipe unifiée termine deuxième de la poule A derrière le Portugal et voit son parcours se terminer en quarts face au Brésil. En revanche, l'Afrique déçoit puisque ni la Côte d'Ivoire, ni l'Égypte ne sortent des poules. L'Angleterre rate une nouvelle fois son mondial, en finissant troisième de son groupe, sans gagner un seul match.

## Pays qualifiés
| Confédération              | Tournoi qualificatif                                                                     | Qualifié(s)                                                    |
| -------------------------- | ---------------------------------------------------------------------------------------- | -------------------------------------------------------------- |
| AFC (Asie)                 | Coupe d'Asie des nations de football des moins de 19 ans 1991                            | Corée Syrie                                                    |
| CAF (Afrique)              | Coupe d'Afrique des nations junior 1991                                                  | Côte d'Ivoire Égypte                                           |
| CONCACAF                   | Championnat d'Amérique du Nord, centrale et Caraïbe de football des moins de 20 ans 1990 | Mexique Trinité-et-Tobago                                      |
| CONMEBOL (Amérique du Sud) | Championnat des moins de 20 ans de la CONMEBOL 1990                                      | Brésil Argentine Uruguay                                       |
| UEFA (Europe)              | Championnat d'Europe de football des moins de 19 ans 1990                                | République d'Irlande Suède Union soviétique Espagne Angleterre |
| OFC (Océanie)              | Championnat d'Océanie de football des moins de 20 ans 1990                               | Australie                                                      |
| UEFA                       | Qualifié d'office en tant que pays hôte                                                  | Portugal                                                       |

## Premier tour

### Groupe A
| Classement final |                      |     |   |   |   |   |    |    |      |
|                  | Équipe               | Pts | J | G | N | P | BP | BC | Diff |
| 1                | Portugal             | 6   | 3 | 3 | 0 | 0 | 6  | 0  | +6   |
| 2                | Corée                | 3   | 3 | 1 | 1 | 1 | 2  | 2  | 0    |
| 3                | République d'Irlande | 2   | 3 | 0 | 2 | 1 | 3  | 5  | -2   |
| 4                | Argentine            | 1   | 3 | 0 | 1 | 2 | 2  | 6  | -4   |

| 14 juin | Portugal             | 2 | 0 | République d'Irlande |
| 15 juin | Corée                | 1 | 0 | Argentine            |
| 17 juin | Corée                | 1 | 1 | République d'Irlande |
| 17 juin | Portugal             | 3 | 0 | Argentine            |
| 20 juin | République d'Irlande | 2 | 2 | Argentine            |
| 20 juin | Portugal             | 1 | 0 | Corée                |

1re journée
| 14 juin 1991 | Portugal                     | 2 - 0 | République d'Irlande | Estádio das Antas, Porto                            |                                                     |
| 21:00        | João Pinto 17e · Capucho 78e |       |                      | Spectateurs : 65 000 Arbitrage : Pierluigi Pairetto | Spectateurs : 65 000 Arbitrage : Pierluigi Pairetto |
| 21:00        | (Rapport)                    |       |                      | Spectateurs : 65 000 Arbitrage : Pierluigi Pairetto | Spectateurs : 65 000 Arbitrage : Pierluigi Pairetto |

| 15 juin 1991 | Corée           | 1 - 0 | Argentine | Estádio da Luz, Lisbonne                               |                                                        |
| 19:00        | Cho In-Chol 88e |       |           | Spectateurs : 2 000 Arbitrage : Ernesto Filippi Cavani | Spectateurs : 2 000 Arbitrage : Ernesto Filippi Cavani |
| 19:00        | (Rapport)       |       |           | Spectateurs : 2 000 Arbitrage : Ernesto Filippi Cavani | Spectateurs : 2 000 Arbitrage : Ernesto Filippi Cavani |

2e journée
| 17 juin 1991 | Corée         | 1 - 1 | République d'Irlande | Estádio da Luz, Lisbonne                       |                                                |
| 19:00        | Choi Chol 89e |       | McCarthy 58e         | Spectateurs : 5 500 Arbitrage : Robert Sawtell | Spectateurs : 5 500 Arbitrage : Robert Sawtell |
| 19:00        | (Rapport)     |       |                      | Spectateurs : 5 500 Arbitrage : Robert Sawtell | Spectateurs : 5 500 Arbitrage : Robert Sawtell |

| 17 juin 1991 | Portugal                                    | 3 - 0 | Argentine | Estádio da Luz, Lisbonne                      |                                               |
| 21:30        | Gil Gomes 56e · Paulo Torres 80e · Toni 86e |       |           | Spectateurs : 60 000 Arbitrage : Guy Goethals | Spectateurs : 60 000 Arbitrage : Guy Goethals |
| 21:30        | (Rapport)                                   |       |           | Spectateurs : 60 000 Arbitrage : Guy Goethals | Spectateurs : 60 000 Arbitrage : Guy Goethals |

3e journée
| 20 juin 1991 | République d'Irlande    | 2 - 2 | Argentine                       | Estádio da Luz, Lisbonne                        |                                                 |
| 19:00        | O’Connor 9e · Byrne 63e |       | Delgado 55e · Molina 57e (pen.) | Spectateurs : 38 000 Arbitrage : Raul Dominguez | Spectateurs : 38 000 Arbitrage : Raul Dominguez |
| 19:00        | (Rapport)               |       |                                 | Spectateurs : 38 000 Arbitrage : Raul Dominguez | Spectateurs : 38 000 Arbitrage : Raul Dominguez |

| 20 juin 1991 | Portugal         | 1 - 0 | Corée | Estádio da Luz, Lisbonne                            |                                                     |
| 21:30        | Paulo Torres 42e |       |       | Spectateurs : 38 000 Arbitrage : Enrico Marin Gallo | Spectateurs : 38 000 Arbitrage : Enrico Marin Gallo |
| 21:30        | (Rapport)        |       |       | Spectateurs : 38 000 Arbitrage : Enrico Marin Gallo | Spectateurs : 38 000 Arbitrage : Enrico Marin Gallo |

### Groupe B
| Classement final |               |     |   |   |   |   |    |    |      |
|                  | Équipe        | Pts | J | G | N | P | BP | BC | Diff |
| 1                | Brésil        | 5   | 3 | 2 | 1 | 0 | 6  | 3  | +3   |
| 2                | Mexique       | 4   | 3 | 1 | 2 | 0 | 6  | 3  | +3   |
| 3                | Suède         | 2   | 3 | 1 | 0 | 2 | 4  | 6  | -2   |
| 4                | Côte d'Ivoire | 1   | 3 | 0 | 1 | 2 | 3  | 7  | -4   |

| 15 juin | Mexique | 3 | 0 | Suède         |
| 15 juin | Brésil  | 2 | 1 | Côte d'Ivoire |
| 17 juin | Brésil  | 2 | 2 | Mexique       |
| 18 juin | Suède   | 4 | 1 | Côte d'Ivoire |
| 20 juin | Mexique | 1 | 1 | Côte d'Ivoire |
| 20 juin | Brésil  | 2 | 0 | Suède         |

1re journée
| 15 juin 1991 | Mexique                                             | 3 - 0 | Suède | Estádio das Antas, Porto                       |                                                |
| 19:00        | Hernández (es) 20e · Pineda 51e · Alvarez Arcos 64e |       |       | Spectateurs : 2 000 Arbitrage : Kiichiro Tachi | Spectateurs : 2 000 Arbitrage : Kiichiro Tachi |
| 19:00        | (Rapport)                                           |       |       | Spectateurs : 2 000 Arbitrage : Kiichiro Tachi | Spectateurs : 2 000 Arbitrage : Kiichiro Tachi |

| 15 juin 1991 | Brésil                              | 2 - 1 | Côte d'Ivoire | Estádio das Antas, Porto                       |                                                |
| 21:30        | Frascarelli 29e · Luiz Fernando 79e |       | Sibai 65e     | Spectateurs : 8 000 Arbitrage : Ryszard Wójcik | Spectateurs : 8 000 Arbitrage : Ryszard Wójcik |
| 21:30        | (Rapport)                           |       |               | Spectateurs : 8 000 Arbitrage : Ryszard Wójcik | Spectateurs : 8 000 Arbitrage : Ryszard Wójcik |

2e journée
| 17 juin 1991 | Brésil                              | 2 - 2 | Mexique         | Estádio das Antas, Porto                      |                                               |
| 19:00        | Paulo Nunes 18e · Luis Fernando 45e |       | Pineda 57e, 67e | Spectateurs : 3 500 Arbitrage : Leslie Irvine | Spectateurs : 3 500 Arbitrage : Leslie Irvine |
| 19:00        | (Rapport)                           |       |                 | Spectateurs : 3 500 Arbitrage : Leslie Irvine | Spectateurs : 3 500 Arbitrage : Leslie Irvine |

| 18 juin 1991 | Suède                                       | 4 - 1 | Côte d'Ivoire    | Estádio das Antas, Porto                                   |                                                            |
| 19:00        | Rodlund 13e · Bild 23e, 46e · Andersson 87e |       | Mambo 64e (pen.) | Spectateurs : 1 500 Arbitrage : Joao Martins Pinto Correia | Spectateurs : 1 500 Arbitrage : Joao Martins Pinto Correia |
| 19:00        | (Rapport)                                   |       |                  | Spectateurs : 1 500 Arbitrage : Joao Martins Pinto Correia | Spectateurs : 1 500 Arbitrage : Joao Martins Pinto Correia |

3e journée
| 20 juin 1991 | Mexique    | 1 - 1 | Côte d'Ivoire | Estádio das Antas, Porto                    |                                             |
| 19:00        | Pineda 85e |       | Seri 79e      | Spectateurs : 4 000 Arbitrage : Ali Bujsaim | Spectateurs : 4 000 Arbitrage : Ali Bujsaim |
| 19:00        | (Rapport)  |       |               | Spectateurs : 4 000 Arbitrage : Ali Bujsaim | Spectateurs : 4 000 Arbitrage : Ali Bujsaim |

| 20 juin 1991 | Brésil                      | 2 - 0 | Suède | Estádio das Antas, Porto                           |                                                    |
| 21:30        | Paulo Nunes 29e · Élber 78e |       |       | Spectateurs : 4 000 Arbitrage : Pierluigi Pairetto | Spectateurs : 4 000 Arbitrage : Pierluigi Pairetto |
| 21:30        | (Rapport)                   |       |       | Spectateurs : 4 000 Arbitrage : Pierluigi Pairetto | Spectateurs : 4 000 Arbitrage : Pierluigi Pairetto |

### Groupe C
| Classement final |                   |     |   |   |   |   |    |    |      |
|                  | Équipe            | Pts | J | G | N | P | BP | BC | Diff |
| 1                | Australie         | 6   | 3 | 3 | 0 | 0 | 4  | 0  | +4   |
| 2                | Union soviétique  | 4   | 3 | 2 | 0 | 1 | 5  | 1  | +4   |
| 3                | Égypte            | 2   | 3 | 1 | 0 | 2 | 6  | 2  | +4   |
| 4                | Trinité-et-Tobago | 0   | 3 | 0 | 0 | 3 | 0  | 12 | -8   |

| 15 juin | Australie        | 2 | 0 | Trinité-et-Tobago |
| 16 juin | Union soviétique | 1 | 0 | Égypte            |
| 18 juin | Égypte           | 6 | 0 | Trinité-et-Tobago |
| 18 juin | Australie        | 1 | 0 | Union soviétique  |
| 20 juin | Australie        | 1 | 0 | Égypte            |
| 20 juin | Union soviétique | 4 | 0 | Trinité-et-Tobago |

1re journée
| 15 juin 1991 | Australie           | 2 – 0 | Trinité-et-Tobago | Estadio Primeiro de Maio, Braga                        |                                                        |
| 19:30        | Okon 52e · Seal 76e |       |                   | Spectateurs : 1 720 Arbitrage : Alberto Tejada Noriega | Spectateurs : 1 720 Arbitrage : Alberto Tejada Noriega |
| 19:30        | (Rapport)           |       |                   | Spectateurs : 1 720 Arbitrage : Alberto Tejada Noriega | Spectateurs : 1 720 Arbitrage : Alberto Tejada Noriega |

| 16 juin 1991 | Union soviétique | 1 – 0 | Égypte | Estádio Municipal de Guimarães, Guimarães          |                                                    |
| 17:00        | Sherbakov 6e     |       |        | Spectateurs : 5 680 Arbitrage : Juan Pablo Escobar | Spectateurs : 5 680 Arbitrage : Juan Pablo Escobar |
| 17:00        | (Rapport)        |       |        | Spectateurs : 5 680 Arbitrage : Juan Pablo Escobar | Spectateurs : 5 680 Arbitrage : Juan Pablo Escobar |

2e journée
| 18 juin 1991 | Égypte                                                                            | 6 – 0 | Trinité-et-Tobago | Estadio Primeiro de Maio, Braga             |                                             |
| 19:30        | Hussein 8e · Sadek 24e · Ismail 36e · Sakr 60e · El-Sheshini 79e · Abdel Aziz 82e |       |                   | Spectateurs : 10 000 Arbitrage : Wei Jihong | Spectateurs : 10 000 Arbitrage : Wei Jihong |
| 19:30        | (Rapport)                                                                         |       |                   | Spectateurs : 10 000 Arbitrage : Wei Jihong | Spectateurs : 10 000 Arbitrage : Wei Jihong |

| 18 juin 1991 | Australie   | 1 – 0 | Union soviétique | Estadio Primeiro de Maio, Braga                  |                                                  |
| 21:30        | Maloney 21e |       |                  | Spectateurs : 10 000 Arbitrage : Bernd Heynemann | Spectateurs : 10 000 Arbitrage : Bernd Heynemann |
| 21:30        | (Rapport)   |       |                  | Spectateurs : 10 000 Arbitrage : Bernd Heynemann | Spectateurs : 10 000 Arbitrage : Bernd Heynemann |

3e journée
| 20 juin 1991 | Australie       | 1 – 0 | Égypte | Estádio Municipal de Guimarães, Guimarães                |                                                          |
| 17:00        | Trajanovski 43e |       |        | Spectateurs : 8 800 Arbitrage : Francisco Oscar Lamolina | Spectateurs : 8 800 Arbitrage : Francisco Oscar Lamolina |
| 17:00        | (Rapport)       |       |        | Spectateurs : 8 800 Arbitrage : Francisco Oscar Lamolina | Spectateurs : 8 800 Arbitrage : Francisco Oscar Lamolina |

| 20 juin 1991 | Union soviétique                                                | 4 – 0 | Trinité-et-Tobago | Estádio Municipal de Guimarães, Guimarães    |                                              |
| 19:30        | Pokhlebaev 9e · Konovalov 15e · Mikhailenko 22e · Sherbakov 35e |       |                   | Spectateurs : 8 800 Arbitrage : Idrissa Sarr | Spectateurs : 8 800 Arbitrage : Idrissa Sarr |
| 19:30        | (Rapport)                                                       |       |                   | Spectateurs : 8 800 Arbitrage : Idrissa Sarr | Spectateurs : 8 800 Arbitrage : Idrissa Sarr |

### Groupe D
| Classement final |            |     |   |   |   |   |    |    |      |
|                  | Équipe     | Pts | J | G | N | P | BP | BC | Diff |
| 1                | Espagne    | 5   | 3 | 2 | 1 | 0 | 7  | 0  | +7   |
| 2                | Syrie      | 4   | 3 | 1 | 2 | 0 | 4  | 3  | +1   |
| 3                | Angleterre | 2   | 3 | 0 | 2 | 1 | 3  | 4  | -1   |
| 4                | Uruguay    | 1   | 3 | 0 | 1 | 2 | 0  | 7  | -7   |

| 15 juin | Espagne    | 1 | 0 | Angleterre |
| 16 juin | Syrie      | 1 | 0 | Uruguay    |
| 18 juin | Espagne    | 6 | 0 | Uruguay    |
| 18 juin | Syrie      | 3 | 3 | Angleterre |
| 20 juin | Espagne    | 0 | 0 | Syrie      |
| 20 juin | Angleterre | 0 | 0 | Uruguay    |

1re journée
| 15 juin 1991 | Espagne   | 1 - 0 | Angleterre | Faro                                              |                                                   |
| 19:30        | Pier 84e  |       |            | Spectateurs : 11 500 Arbitrage : Renato Marsiglia | Spectateurs : 11 500 Arbitrage : Renato Marsiglia |
| 19:30        | (Rapport) |       |            | Spectateurs : 11 500 Arbitrage : Renato Marsiglia | Spectateurs : 11 500 Arbitrage : Renato Marsiglia |

| 16 juin 1991 | Syrie       | 1 - 0 | Uruguay | Faro                                        |                                             |
| 19:00        | Ramadan 57e |       |         | Spectateurs : 5 500 Arbitrage : Alhagi Faye | Spectateurs : 5 500 Arbitrage : Alhagi Faye |
| 19:00        | (Rapport)   |       |         | Spectateurs : 5 500 Arbitrage : Alhagi Faye | Spectateurs : 5 500 Arbitrage : Alhagi Faye |

2e journée
| 18 juin 1991 | Espagne                                                           | 6 - 0 | Uruguay | Faro                                           |                                                |
| 19:00        | Pier 10e (pen.), 34e · Urzaiz 22e, 75e, 80e (pen.) · Mauricio 36e |       |         | Spectateurs : 11 500 Arbitrage : Daniel Roduit | Spectateurs : 11 500 Arbitrage : Daniel Roduit |
| 19:00        | (Rapport)                                                         |       |         | Spectateurs : 11 500 Arbitrage : Daniel Roduit | Spectateurs : 11 500 Arbitrage : Daniel Roduit |

| 18 juin 1991 | Syrie                              | 3 - 3 | Angleterre                  | Faro                                           |                                                |
| 21:30        | Ramadan 18e · Awad 27e · Helou 65e |       | Allen 12e · Awford 69e, 84e | Spectateurs : 5 000 Arbitrage : John McConnell | Spectateurs : 5 000 Arbitrage : John McConnell |
| 21:30        | (Rapport)                          |       |                             | Spectateurs : 5 000 Arbitrage : John McConnell | Spectateurs : 5 000 Arbitrage : John McConnell |

3e journée
| 20 juin 1991 | Espagne   | 0 - 0 | Syrie | Faro                                          |                                               |
| 19:00        |           |       |       | Spectateurs : 5 000 Arbitrage : Leslie Irvine | Spectateurs : 5 000 Arbitrage : Leslie Irvine |
| 19:00        | (Rapport) |       |       | Spectateurs : 5 000 Arbitrage : Leslie Irvine | Spectateurs : 5 000 Arbitrage : Leslie Irvine |

| 20 juin 1991 | Angleterre | 0 - 0 | Uruguay | Faro                                        |                                             |
| 21:30        |            |       |         | Spectateurs : 5 000 Arbitrage : Sandor Puhl | Spectateurs : 5 000 Arbitrage : Sandor Puhl |
| 21:30        | (Rapport)  |       |         | Spectateurs : 5 000 Arbitrage : Sandor Puhl | Spectateurs : 5 000 Arbitrage : Sandor Puhl |

## Tableau final
|  | Quarts de finale   | Quarts de finale   | Quarts de finale    | Quarts de finale   |                  |                  | Demi-finales       | Demi-finales       | Demi-finales                  | Demi-finales                  |                               |                               | Finale             | Finale             | Finale             | Finale             |
|  |                    |                    |                     |                    |                  |                  |                    |                    |                               |                               |                               |                               |                    |                    |                    |                    |
|  | 22 juin - Lisbonne | 22 juin - Lisbonne | 22 juin - Lisbonne  | 22 juin - Lisbonne |                  |                  | 26 juin - Lisbonne | 26 juin - Lisbonne | 26 juin - Lisbonne            | 26 juin - Lisbonne            |                               |                               | 29 juin - Lisbonne | 29 juin - Lisbonne | 29 juin - Lisbonne | 29 juin - Lisbonne |
|  | 22 juin - Lisbonne | 22 juin - Lisbonne | 22 juin - Lisbonne  | 22 juin - Lisbonne |                  |                  | 26 juin - Lisbonne | 26 juin - Lisbonne | 26 juin - Lisbonne            | 26 juin - Lisbonne            |                               |                               | 29 juin - Lisbonne | 29 juin - Lisbonne | 29 juin - Lisbonne | 29 juin - Lisbonne |
|  | Portugal           | Portugal           | 2 ap                | 2 ap               |                  |                  | 26 juin - Lisbonne | 26 juin - Lisbonne | 26 juin - Lisbonne            | 26 juin - Lisbonne            |                               |                               | 29 juin - Lisbonne | 29 juin - Lisbonne | 29 juin - Lisbonne | 29 juin - Lisbonne |
|  | Portugal           | Portugal           | 2 ap                | 2 ap               |                  |                  | 26 juin - Lisbonne | 26 juin - Lisbonne | 26 juin - Lisbonne            | 26 juin - Lisbonne            |                               |                               | 29 juin - Lisbonne | 29 juin - Lisbonne | 29 juin - Lisbonne | 29 juin - Lisbonne |
|  | Mexique            | Mexique            | 1                   | 1                  |                  |                  | 26 juin - Lisbonne | 26 juin - Lisbonne | 26 juin - Lisbonne            | 26 juin - Lisbonne            |                               |                               | 29 juin - Lisbonne | 29 juin - Lisbonne | 29 juin - Lisbonne | 29 juin - Lisbonne |
|  | Mexique            | Mexique            | 1                   | 1                  | Portugal         | Portugal         | 1                  | 1                  |                               |                               |                               |                               | 29 juin - Lisbonne | 29 juin - Lisbonne | 29 juin - Lisbonne | 29 juin - Lisbonne |
|  | 23 juin - Braga    |                    |                     |                    | Portugal         | Portugal         | 1                  | 1                  |                               |                               |                               |                               | 29 juin - Lisbonne | 29 juin - Lisbonne | 29 juin - Lisbonne | 29 juin - Lisbonne |
|  |                    |                    | Australie           | Australie          | 0                | 0                |                    |                    |                               |                               |                               |                               | 29 juin - Lisbonne | 29 juin - Lisbonne | 29 juin - Lisbonne | 29 juin - Lisbonne |
|  | Australie          | Australie          | Australie           | Australie          | 0                | 0                | 1ap (5)            | 1ap (5)            |                               |                               |                               |                               | 29 juin - Lisbonne | 29 juin - Lisbonne | 29 juin - Lisbonne | 29 juin - Lisbonne |
|  | Australie          | Australie          | 26 juin - Guimarães |                    |                  |                  | 1ap (5)            | 1ap (5)            |                               |                               |                               |                               | 29 juin - Lisbonne | 29 juin - Lisbonne | 29 juin - Lisbonne | 29 juin - Lisbonne |
|  | Syrie              | Syrie              | 1 tab(4)            | 1 tab(4)           |                  |                  |                    |                    |                               |                               |                               |                               | 29 juin - Lisbonne | 29 juin - Lisbonne | 29 juin - Lisbonne | 29 juin - Lisbonne |
|  | Syrie              | Syrie              | 1 tab(4)            | 1 tab(4)           | Portugal         | Portugal         | 0ap (4)            | 0ap (4)            |                               |                               |                               |                               |                    |                    |                    |                    |
|  | 22 juin - Porto    |                    |                     |                    | Portugal         | Portugal         | 0ap (4)            | 0ap (4)            |                               |                               |                               |                               |                    |                    |                    |                    |
|  |                    |                    | Brésil              | Brésil             | 0 tab(2)         | 0 tab(2)         |                    |                    |                               |                               |                               |                               |                    |                    |                    |                    |
|  | Brésil             | Brésil             | Brésil              | Brésil             | 0 tab(2)         | 0 tab(2)         | 5                  | 5                  |                               |                               |                               |                               |                    |                    |                    |                    |
|  | Brésil             | Brésil             |                     |                    |                  |                  |                    |                    |                               |                               |                               |                               |                    |                    |                    |                    |
|  | Corée              | Corée              | 1                   | 1                  |                  |                  |                    |                    |                               |                               |                               |                               |                    |                    |                    |                    |
|  | Corée              | Corée              | 1                   | 1                  | Brésil           | Brésil           | 3                  | 3                  | Match pour la troisième place | Match pour la troisième place | Match pour la troisième place | Match pour la troisième place |                    |                    |                    |                    |
|  | 23 juin - Faro     |                    |                     |                    | Brésil           | Brésil           | 3                  | 3                  | Match pour la troisième place | Match pour la troisième place | Match pour la troisième place | Match pour la troisième place |                    |                    |                    |                    |
|  |                    |                    | Union soviétique    | Union soviétique   | 0                | 0                |                    |                    | 29 juin - Porto               | 29 juin - Porto               | 29 juin - Porto               | 29 juin - Porto               |                    |                    |                    |                    |
|  | Espagne            | Espagne            | Union soviétique    | Union soviétique   | 0                | 0                | 1                  | 1                  | 29 juin - Porto               | 29 juin - Porto               | 29 juin - Porto               | 29 juin - Porto               |                    |                    |                    |                    |
|  | Espagne            | Espagne            |                     |                    |                  |                  |                    | 1                  |                               |                               | Australie                     | Australie                     | 1ap (4)            | 1ap (4)            |                    |                    |
|  | Union soviétique   | Union soviétique   | 3                   | 3                  |                  |                  |                    |                    |                               |                               | Australie                     | Australie                     | 1ap (4)            | 1ap (4)            |                    |                    |
|  | Union soviétique   | Union soviétique   | 3                   | 3                  | Union soviétique | Union soviétique | 1 tab(5)           | 1 tab(5)           |                               |                               |                               |                               |                    |                    |                    |                    |
|  |                    |                    |                     |                    |                  |                  |                    |                    |                               |                               |                               |                               |                    |                    |                    |                    |

### Quarts-de-finale
| 22 juin 1991 | Portugal                           | 2 - 1 a.p. | Mexique     | Estádio da Luz, Lisbonne                        |                                                 |
| 18:30        | Paulo Torres 3e (pen.) · Toni 101e |            | Mendoza 35e | Spectateurs : 90 000 Arbitrage : Ryszard Wójcik | Spectateurs : 90 000 Arbitrage : Ryszard Wójcik |
| 18:30        | (Rapport)                          |            |             | Spectateurs : 90 000 Arbitrage : Ryszard Wójcik | Spectateurs : 90 000 Arbitrage : Ryszard Wójcik |

| 22 juin 1991 | Brésil                                           | 5 - 1 | Corée         | Estádio das Antas, Porto                      |                                               |
| 21:30        | Marquinhos 15e · Élber 41e, 67e · Djair 47e, 53e |       | Choi Chol 40e | Spectateurs : 25 000 Arbitrage : Guy Goethals | Spectateurs : 25 000 Arbitrage : Guy Goethals |
| 21:30        | (Rapport)                                        |       |               | Spectateurs : 25 000 Arbitrage : Guy Goethals | Spectateurs : 25 000 Arbitrage : Guy Goethals |

| 23 juin 1991 | Australie       | 1 - 1 a. p. | Syrie     | Estadio Primeiro de Maio, Braga                   |                                                   |
| 17:00        | Seal 20e        |             | Mando 56e | Spectateurs : 10 000 Arbitrage : Renato Marsiglia | Spectateurs : 10 000 Arbitrage : Renato Marsiglia |
| 17:00        | (Rapport)       |             |           | Spectateurs : 10 000 Arbitrage : Renato Marsiglia | Spectateurs : 10 000 Arbitrage : Renato Marsiglia |
| 17:00        | Tirs au but 5-4 |             |           | Spectateurs : 10 000 Arbitrage : Renato Marsiglia | Spectateurs : 10 000 Arbitrage : Renato Marsiglia |

| 23 juin 1991 | Espagne    | 1 - 3 | Union soviétique                  | Faro                                                      |                                                           |
| 21:30        | Urzaiz 85e |       | Sherbakov 35e, 64e · Mandreko 80e | Spectateurs : 13 000 Arbitrage : Francisco Oscar Lamolina | Spectateurs : 13 000 Arbitrage : Francisco Oscar Lamolina |
| 21:30        | (Rapport)  |       |                                   | Spectateurs : 13 000 Arbitrage : Francisco Oscar Lamolina | Spectateurs : 13 000 Arbitrage : Francisco Oscar Lamolina |

### Demi-finales
| 26 juin 1991 | Brésil                                  | 3 - 0 | Union soviétique | Estádio Municipal de Guimarães, Guimarães       |                                                 |
| 18:30        | Marquinhos 15e · Castro 18e · Élber 32e |       |                  | Spectateurs : 22 000 Arbitrage : Raul Dominguez | Spectateurs : 22 000 Arbitrage : Raul Dominguez |
| 18:30        | (Rapport)                               |       |                  | Spectateurs : 22 000 Arbitrage : Raul Dominguez | Spectateurs : 22 000 Arbitrage : Raul Dominguez |

| 26 juin 1991 | Portugal      | 1 - 0 | Australie | Estádio da Luz, Lisbonne                      |                                               |
| 21:30        | Rui Costa 31e |       |           | Spectateurs : 112 000 Arbitrage : Sandor Puhl | Spectateurs : 112 000 Arbitrage : Sandor Puhl |
| 21:30        | (Rapport)     |       |           | Spectateurs : 112 000 Arbitrage : Sandor Puhl | Spectateurs : 112 000 Arbitrage : Sandor Puhl |

### Match pour la troisième place
| 29 juin 1991 | Australie       | 1 - 1 a. p. | Union soviétique     | Estádio das Antas, Porto                     |                                              |
| 21:30        | Seal 87e        |             | Sherbakov 39e (pen.) | Spectateurs : 6 000 Arbitrage : Idrissa Sarr | Spectateurs : 6 000 Arbitrage : Idrissa Sarr |
| 21:30        | (Rapport)       |             |                      | Spectateurs : 6 000 Arbitrage : Idrissa Sarr | Spectateurs : 6 000 Arbitrage : Idrissa Sarr |
| 21:30        | Tirs au but 4-5 |             |                      | Spectateurs : 6 000 Arbitrage : Idrissa Sarr | Spectateurs : 6 000 Arbitrage : Idrissa Sarr |

### Finale
| 30 juin 1991 | Portugal        | 0 - 0 a. p. | Brésil | Estádio da Luz, Lisbonne                                   |                                                            |
| 19:00        |                 |             |        | Spectateurs : 127 000 Arbitrage : Francisco Oscar Lamolina | Spectateurs : 127 000 Arbitrage : Francisco Oscar Lamolina |
| 19:00        | (Rapport)       |             |        | Spectateurs : 127 000 Arbitrage : Francisco Oscar Lamolina | Spectateurs : 127 000 Arbitrage : Francisco Oscar Lamolina |
| 19:00        | Tirs au but 4-2 |             |        | Spectateurs : 127 000 Arbitrage : Francisco Oscar Lamolina | Spectateurs : 127 000 Arbitrage : Francisco Oscar Lamolina |

## Vainqueur
| Coupe du monde de football des moins de 20 ans 1991 Portugal Deuxième titre |

## Récompenses
| Ballon d'or       | Ballon d'argent  | Ballon de bronze  |
| ----------------- | ---------------- | ----------------- |
| Emílio Peixe      | Giovane Élber    | Paulo Torres      |
| Soulier d'or      | Soulier d'argent | Soulier de bronze |
| Serguei Sherbakov | Ismael Urzaiz    | Pedro Pineda      |
| 5 buts            | 4 buts           | 4 buts            |
| Prix du fair-play |                  |                   |
| Union soviétique  |                  |                   |